# Karl-Heinz Jahn
Karl-Heinz Jahn (* 27. Januar 1954 in Cottbus) ist ein ehemaliger deutscher Fußballspieler im Mittelfeld. Er spielte für die BSG Energie Cottbus in der DDR-Oberliga.

## Karriere
Jahn spielte in seiner Jugend von 1965 bis 1973 bei seinem Heimatverein BSG Lok RAW Cottbus. Während seines Wehrdienstes war er bei der ASG Vorwärts Kamenz, bevor er 1976 für ein Jahr zur BSG Lok RAW Cottbus zurückkehrte. 1977 wechselte Jahn zur BSG Lokomotive Cottbus, für die er bis zum Jahresende spielte. 1978 verpflichtete die BSG Energie Cottbus Jahn für die zweitklassige DDR-Liga. In seiner ersten Saison 1977/78 kam er auf drei Einsätze. Am 19. März 1978 debütierte er für Energie beim 1:0-Sieg gegen die ASG Vorwärts Plauen. In der folgenden Spielzeit 1978/79 kam er bereits zwanzigmal zum Einsatz und erzielte drei Tore. 1979/80 schoss er sogar vier Tore in nur zwölf Spielen. 1981 gelang ihm mit Energie Cottbus der Aufstieg in die DDR-Oberliga. Dort debütierte er am 12. September 1981, als er am 4. Spieltag der Saison 1981/82 bei der 1:0-Niederlage gegen die BSG Wismut Aue in der Startelf stand. Insgesamt wurde Jahn in 18 Spielen eingesetzt und er erzielte zwei Tore. Dennoch stieg Cottbus ab und nach einer weiteren DDR-Liga-Saison beendete Jahn seine Karriere 1983.